# Liste der Kulturdenkmale in Langenwetzendorf
In der Liste der Kulturdenkmale in Langenwetzendorf sind die Kulturdenkmale der thüringischen Gemeinde Langenwetzendorf im Landkreis Greiz aufgelistet.

## Legende
- Bild: zeigt ein Bild des Kulturdenkmals und gegebenenfalls einen Link zu weiteren Fotos des Kulturdenkmals im Medienarchiv Wikimedia Commons
- Bezeichnung: Name, Bezeichnung oder die Art des Kulturdenkmals
- Lage: Wenn vorhanden Straßenname und Hausnummer des Kulturdenkmals; Grundsortierung der Liste erfolgt nach dieser Adresse. Der Link Karte führt zu verschiedenen Kartendarstellungen und nennt die Koordinaten des Kulturdenkmals.
 Kartenansicht, um Koordinaten zu setzen – in dieser Kartenansicht sind Kulturdenkmale ohne Koordinaten mit einem roten bzw. orangen Marker dargestellt und können in der Karte gesetzt werden. Kulturdenkmale ohne Bild sind mit einem blauen bzw. roten Marker gekennzeichnet, Kulturdenkmale mit Bild mit einem grünen bzw. orangen Marker.
- Datierung: gibt das Jahr der Fertigstellung beziehungsweise das Datum der Erstnennung oder den Zeitraum der Errichtung an
- Beschreibung: bauliche und geschichtliche Einzelheiten des Kulturdenkmals, vorzugsweise die Denkmaleigenschaften
- ID: Die ID identifiziert das Kulturdenkmal eindeutig. In Thüringen sind aktuell keine IDs veröffentlicht. In der ID-Spalte kann sich auch folgendes Icon  befinden, dies führt zu Angaben zu diesem Kulturdenkmal bei Wikidata.

## Kulturdenkmale nach Ortsteilen

### Daßlitz
| Bild | Bezeichnung      | Lage                        | Datierung | Beschreibung | ID |
| ---- | ---------------- | --------------------------- | --------- | ------------ | -- |
| BW   | Wacholderschänke | Daßlitz, Daßlitz 1 (Karte)  |           | Schenke      |    |
| BW   | Forsthaus        | Daßlitz, Daßlitz 61 (Karte) |           |              |    |

### Göttendorf
| Bild | Bezeichnung           | Lage                               | Datierung | Beschreibung                                                | ID |
| ---- | --------------------- | ---------------------------------- | --------- | ----------------------------------------------------------- | -- |
| BW   | Forsthaus Neuärgerniß | Göttendorf, Neuärgerniß 74 (Karte) |           | Forsthaus mit Scheune(n), Hofraum, Mauer und Kastanienallee |    |

### Kühdorf
| Bild                           | Bezeichnung              | Lage | Datierung | Beschreibung                                     | ID |
| ------------------------------ | ------------------------ | --- | --------- | ------------------------------------------------ | -- |
| weitere Bilder Fotos hochladen | ev. Dorfkirche St. Georg | Kühdorf, Kühdorf 1 (Karte)                                                                                 |           | Kirche mit Ausstattung, Kirchhof und Einfriedung |    |
| BW                             | ENS Ortslage             | Kühdorf, Kühdorf 1, 2, 3, 4, 5, 6, 7, 8, 9, 10, 11, 12, 13, 14, 15, 16, 17, 18, 19, 20, 21, 22, 23 (Karte) |           | Ensemble                                         |    |
| BW                             | Gehöft und Taubensöller  | Kühdorf, Kühdorf 15 (Karte)                                                                                |           |                                                  |    |
| BW                             | Schule                   | Kühdorf, Kühdorf 3 (Karte)                                                                                 |           |                                                  |    |

### Langenwetzendorf
| Bild                           | Bezeichnung                                       | Lage                                                   | Datierung | Beschreibung                                     | ID |
| ------------------------------ | ------------------------------------------------- | ------------------------------------------------------ | --------- | ------------------------------------------------ | -- |
| BW                             | Wohnhaus mit Nebengebäude, Garten und Einfriedung | Langenwetzendorf, Am Weberbrunnen 7 (Karte)            |           |                                                  |    |
| BW                             | ehem. Arnoldsches Gut                             | Langenwetzendorf, Am Weberbrunnen 8, 9, 10, 11 (Karte) |           | Gehöft                                           |    |
| BW                             | Denkmal Walter von der Vogelweide                 | Langenwetzendorf, Hauptstraße o. Nr. (Karte)           |           | Denkmal                                          |    |
| BW                             | Wohnhaus                                          | Langenwetzendorf, Hauptstraße 111 (Karte)              |           |                                                  |    |
| BW                             | Gehöft                                            | Langenwetzendorf, Hauptstraße 143 (Karte)              |           |                                                  |    |
| BW                             | Gehöft                                            | Langenwetzendorf, Hauptstraße 151 (Karte)              |           |                                                  |    |
| BW                             | Gehöft                                            | Langenwetzendorf, Hauptstraße 157 (Karte)              |           |                                                  |    |
| BW                             | Denkmal für die Gefallenen des 1. Weltkriegs      | Langenwetzendorf, Hirschbacher Weg 12 (Karte)          |           | Gefallenendenkmal                                |    |
| BW                             | Diezel-Mühle                                      | Langenwetzendorf, Naitschauer Weg 14 (Karte)           |           | Mühle                                            |    |
| BW                             | Wohnhaus                                          | Langenwetzendorf, Parkstraße 20 (Karte)                |           |                                                  |    |
| weitere Bilder Fotos hochladen | Ev. Pfarrkirche                                   | Langenwetzendorf, Platz der Freiheit 2 (Karte)         |           | Kirche mit Ausstattung, Kirchhof und Einfriedung |    |
| BW                             | Schulgebäude                                      | Langenwetzendorf, Schulstraße 10 (Karte)               |           |                                                  |    |
| BW                             | Taubenhaus                                        | Langenwetzendorf, Wolfen 20 (Karte)                    |           |                                                  |    |
| BW                             | Gehöft                                            | Langenwetzendorf, Zwieselweg 1 (Karte)                 |           |                                                  |    |

### Lunzig
| Bild                                    | Bezeichnung                                     | Lage                                            | Datierung | Beschreibung | ID |
| --------------------------------------- | ----------------------------------------------- | ----------------------------------------------- | --------- | ------------ | -- |
| Direkt Bild zu diesem Denkmal hochladen | Turmhügel 'Der Wahl'                            | Lunzig                                          |           | Bodendenkmal |    |
| BW                                      | Rittergut mit Herrenhaus und Wirtschaftsgebäude | Lunzig, Lunzig 1, 1a, 1b, 1c, 1d, 1e,1f (Karte) |           |              |    |
| BW                                      | Backhaus                                        | Lunzig, Lunzig 4 (Karte)                        |           |              |    |

### Naitschau
| Bild                           | Bezeichnung               | Lage                                 | Datierung | Beschreibung                                         | ID |
| ------------------------------ | ------------------------- | ------------------------------------ | --------- | ---------------------------------------------------- | -- |
| BW                             | Gehöft                    | Naitschau, Naitschau 12 (Karte)      |           |                                                      |    |
| weitere Bilder Fotos hochladen | Ev. Pfarrkirche St. Urban | Naitschau, Naitschau 13 (Karte)      |           | Kirche mit Ausstattung, Kirchhof und Einfriedung     |    |
| BW                             | Alte Schule               | Naitschau, Naitschau 15 (Karte)      |           | Schule                                               |    |
| BW                             | Gehöft                    | Naitschau, Naitschau 16 (Karte)      |           |                                                      |    |
| BW                             | Pfarrhof                  | Naitschau, Naitschau 20 (Karte)      |           |                                                      |    |
| BW                             | Gehöft                    | Naitschau, Naitschau 58, 58a (Karte) |           |                                                      |    |
| BW                             | Leubamühle                | Naitschau, Naitschau 75 (Karte)      |           | Mühlengehöft mit Ausstattung, Hofraum und Mühlgraben |    |

### Neugernsdorf
| Bild | Bezeichnung | Lage                                  | Datierung | Beschreibung | ID |
| ---- | ----------- | ------------------------------------- | --------- | ------------ | -- |
| BW   | Gehöft      | Neugernsdorf, Neugernsdorf 31 (Karte) |           |              |    |
| BW   | Gehöft      | Neugernsdorf, Neugernsdorf 35 (Karte) |           |              |    |
| BW   | Gehöft      | Neugernsdorf, Neugernsdorf 36 (Karte) |           |              |    |
| BW   | Gehöft      | Neugernsdorf, Neugernsdorf 43 (Karte) |           |              |    |

### Nitschareuth
| Bild                           | Bezeichnung               | Lage | Datierung | Beschreibung                                     | ID |
| ------------------------------ | ------------------------- | --- | --------- | ------------------------------------------------ | -- |
| weitere Bilder Fotos hochladen | Ev. Filialkirche          | Nitschareuth, Nitschareuth o. Nr. (Karte)                                                                                            |           | Kirche mit Ausstattung, Kirchhof und Einfriedung |    |
| BW                             | Bauernmuseum              | Nitschareuth, Nitschareuth 13 (Karte)                                                                                                |           | Gehöft                                           |    |
| BW                             | Gehöft                    | Nitschareuth, Nitschareuth 30 (Karte)                                                                                                |           |                                                  |    |
| BW                             | ENS Ortslage Nitschareuth | Nitschareuth, Nitschareuth 8, 9, 10, 11, 12, 13, 14, 15, 15a, 16, 17, 18, 19, 20, 21, 23, 24, 25, 26, 27, 30, 31, 32, 33, 34 (Karte) |           | Ensemble                                         |    |

### Wittchendorf
| Bild                           | Bezeichnung                                         | Lage                                      | Datierung | Beschreibung | ID |
| ------------------------------ | --------------------------------------------------- | ----------------------------------------- | --------- | ------------ | -- |
| weitere Bilder Fotos hochladen | Kirche mit Ausstattung und Kirchhof mit Einfriedung | Wittchendorf, Wittchendorf o. Nr. (Karte) |           |              |    |
| BW                             | Wohnhaus                                            | Wittchendorf, Wittchendorf 24 (Karte)     |           |              |    |